# Districtul Putuo
Putuo (普陀区 în chineză, Pǔtuó în pinyin) este un district în Shanghai, Republica Populară Chineză. Este locația Gării de Vest din Shanghai.